# Euagophleps brunneis
Euagophleps brunneis är en fjärilsart som beskrevs av Pierre E.L. Viette 1952. Euagophleps brunneis ingår i släktet Euagophleps och familjen äkta malar.
Artens utbredningsområde är Madagaskar. Inga underarter finns listade i Catalogue of Life.